# Колхозный панк
Колхозный панк — четвёртый официальный (шестой оригинальный) альбом советской и российской рок-группы «Сектор Газа», записанный в августе 1991 года и выпущенный впервые на виниле в 1992 году, тиражом в 100 тысяч экземпляров.

## Об альбоме
Альбом основан на материале первых двух магнитоальбомов 1989 года.
Существует распространённая ошибка, что данный альбом записан и выпущен в 1989 году. В действительности, в 1989 году был записан магнитоальбом с таким же названием, но не все песни оттуда были перезаписаны, к тому же, здесь присутствуют песни и из другого магнитоальбома — «Плуги-Вуги» 1989 года. Музыкальная и инструментальная составляющая материала предыдущих магнитоальбомов 1989 года претерпела радикальные качественные изменения.
Это первый альбом «Сектора Газа», который был выпущен официально — 1992 году тиражом в 100 тысяч экземпляров вышла грампластинка «Колхозный Панк». Также в 1994 году материал был впервые издан и на СD. Именно на этом альбоме практически полностью сформировалась стилистика коллектива.
Песни содержат сатиру на тогдашнюю советскую действительность: низкую культуру колхозников, безусловное соглашательство с генеральной линией КПСС и пр. Такие песни, как «Колхозный Панк» и «Плуги-Вуги» стали визитной карточкой группы.
В августе-октябре 1991 года на песню «Колхозный панк» был снят первый видеоклип группы. Клип впервые был показан на Центральном телевидении в рамках программы "50/50" и практически сразу снискал бешенную популярность.
Альбом переиздавался в 1994 и 1997 годах. На MC и CD-изданиях 1997 года присутствует бонус-трек «Плуги-вуги» (remix). Летом 2022 года компания WARNER Music Russia переиздала альбом на виниловой пластинке в оранжевом цвете с плакатом в комплекте. Звукорежиссер ГАЛЫ Юрий Андропов сделал новый мастеринг для нового винила с исходных материалов из архива студии Гала Рекордс. Треклист новой пластинки лишился первой песни "Вступление/QUEEN" присутствовавшую на изданиях винила 1992 года и компакт-диска 1994 года, из-за авторских прав на оригинальную мелодию группы QUEEN "We Will Rock You". Так же и не добавили песню "Вальпургиева ночь" изданную только в магнитоальбомной версии 1991 года. Оформление так же потерпело некоторые изменения задней стороны конверта. Там напечатана рецензия музыкального критика Александра Беляева - "HI-FI Для нации КОЛХОЗНЫХ ПАНКОВ".

## Список композиций
Релиз альбома на виниле.
Слова и музыка всех песен — Юрий (Хой) Клинских.
| №                   | Название            | Длительность |
| ------------------- | ------------------- | ------------ |
| 1.                  | «Queen»             | 2:07         |
| 2.                  | «Колхозный панк»    | 3:38         |
| 3.                  | «Плуги-вуги»        | 3:34         |
| 4.                  | «Патриот»           | 3:32         |
| 5.                  | «Наркоман»          | 3:38         |
| Общая длительность: | Общая длительность: | 16:29        |

| №                   | Название            | Длительность |
| ------------------- | ------------------- | ------------ |
| 6.                  | «Банка»             | 4:04         |
| 7.                  | «Попец»             | 2:29         |
| 8.                  | «Местные»           | 3:04         |
| 9.                  | «Утопленник»        | 4:49         |
| 10.                 | «Пасха»             | 5:35         |
| Общая длительность: | Общая длительность: | 20:01        |

- Примечание: первая песня на первом релизе на виниле записана как «Queen», а на первом официальном релизе на CD и кассетах 1994 года и на всех последующих она записана как «Вступление».

| №                   | Название            | Длительность |
| ------------------- | ------------------- | ------------ |
| 11.                 | «Вальпургиева Ночь» | 3:55         |
| Общая длительность: | Общая длительность: | 40:25        |

| №                   | Название             | Длительность |
| ------------------- | -------------------- | ------------ |
| 11.                 | «Плуги-Вуги» (remix) | 5:18         |
| Общая длительность: | Общая длительность:  | 41:48        |

## Интересные заметки и факты
- В данном альбоме «Сектор Газа» несколько отклоняется от наработанного «колхозного» звучания и ненормативной лексики в сторону панк-рока и пост-панка.
- Первый трек альбома, «Вступление», является кавер-версией на песню рок-группы «Queen» — «We Will Rock You», но со своим оригинальным текстом.
- В песне  «Колхозный Панк», видимо, упоминается Андрей «Свинья» Панов — советский и российский панк-рок музыкант, основатель, лидер и вокалист группы «Автоматические удовлетворители»:

На хрен брошу всё хозяйство и поеду в город я,
За своего меня там примут, ведь в почёте там Свинья.
- В песне «Плуги-Вуги» использована изменённая цитата из песни Михаила Науменко «Буги-вуги каждый день», звучавшей в репертуарах групп «Зоопарк», «Ноль» и «Секрет».
- Песня «Вальпургиева Ночь» в отличие от LP и CD версии альбома, была выпущена только на аудиокассетах (MC), причём только в первом издании магнитоальбома (1991 года). В цифровом виде была впервые включена в сборник «Избранное» (1996), затем в альбом «Наркологический Университет Миллионов» (1997)
- Первое оформление альбома на грампластинке 1992-го и первом издании на CD 1994 года кардинально отличается с переизданиями 2000 года и позже. На них за лицевую обложку и внутренний инлей взяты карикатуры впервые нарисованные Д. Самборским для издания альбома в рамках серии «Коллекция» 1997 года.
- Из-за того, что Юрий (Хой) Клинских не контролировал типографский процесс, на буклетах кассет, пластинок и дисков, изданных «Gala Records», из года в год печаталась недостоверная информация: неверный состав группы, публиковались фотографии не соответствующие хронологии, кое-где перепутаны даты и имена. Так что данный альбом не обошёлся без подобных ошибок.
- В песне «Патриот» используется видоизмененная цитата из песни Владимира Высоцкого «Мы вместе грабили одну и ту же хату».

| За хлеб, за воду, за свободу, за счастливый труд Советские ракеты всех буржуев в пыль сотрут! | За хлеб и воду и за свободу - Спасибо нашему советскому народу! |

- В песне «Банка» Алексей Ушаков, говорящий реплики старичка-собутыльника, уникально копирует тембр голоса и интонации актёра Георгия Кислюка, озвучивавшего роль директора зоопарка в мультфильме «Приключения малыша Гиппопо».
- В песне «Местные» используется во вступлении рифф на бас-гитаре из песни «Крутится волчок» группы Круиз.